# George Mulock

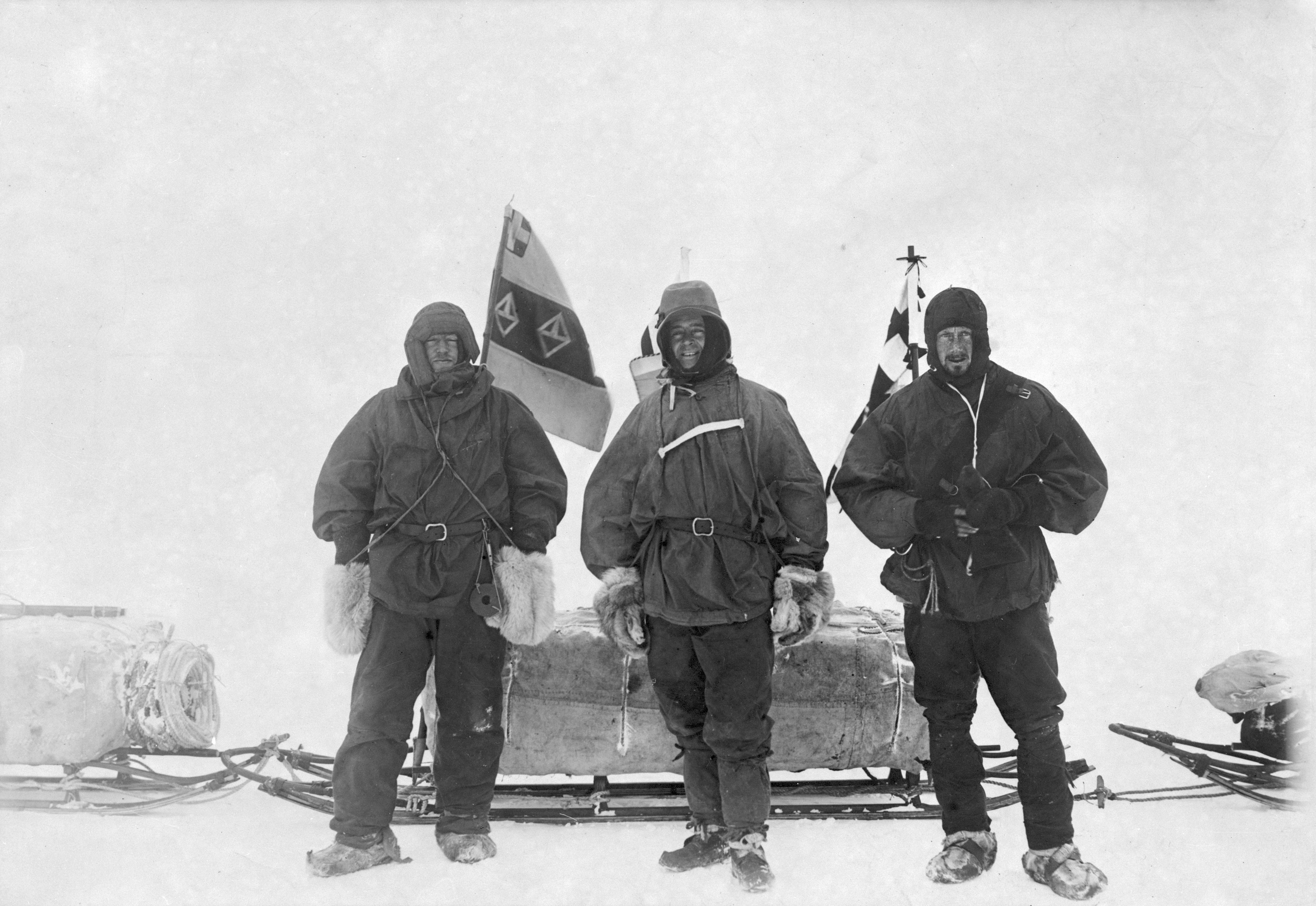

George Francis Arthur Mulock (Fleetwood, 1882 – Gibilterra, 26 dicembre 1963) è stato un militare, cartografo ed esploratore britannico.

## Biografia
Nel 1901 partecipa a bordo della Morning alla spedizione di soccorso della spedizione Discovery di Robert Falcon Scott bloccata in Antartide a causa della banchisa che aveva imprigionato nel ghiaccio la loro nave, la RRS Discovery.
Nel 1903 viene trasferito sul continente ed accompagna Michael Barne in una spedizione di dieci settimane sulle Western Mountains sino a raggiungere il ghiacciaio Barne.
Durante la prima guerra mondiale partecipa alla campagna dei Dardanelli dove viene insignito del Distinguished Service Order.